# Patinação artística na Universíada de Inverno de 2009 - Individual feminino
A competição individual feminino da patinação artística na Universíada de Inverno de 2009 foi realizada no Centro Internacional de Conferências e Exibições, em Harbin, China. O programa curto foi disputado no dia 23 de fevereiro e a patinação livre no dia 24 de fevereiro de 2009.

## Medalhistas
| Ouro   | JPN Yukari Nakano |
| Prata  | JPN Nana Takeda   |
| Bronze | FIN Kiira Korpi   |

## Resultados

### Geral
| Pos.              | Nome                | Nacionalidade    | Pontos | PC         | PL         |
| ----------------- | ------------------- | ---------------- | ------ | ---------- | ---------- |
| Medalha de ouro   | Yukari Nakano       | Japão            | 154.63 | 52.70 (4)  | 101.93 (1) |
| Medalha de prata  | Nana Takeda         | Japão            | 152.91 | 53.20 (2)  | 99.71 (2)  |
| Medalha de bronze | Kiira Korpi         | Finlândia        | 148.22 | 58.96 (1)  | 89.26 (4)  |
| 4                 | Jelena Glebova      | Estônia          | 146.42 | 52.90 (3)  | 93.52 (3)  |
| 5                 | Katarina Gerboldt   | Rússia           | 138.40 | 51.88 (5)  | 86.52 (8)  |
| 6                 | Gwendoline Didier   | França           | 135.52 | 46.26 (9)  | 89.26 (5)  |
| 7                 | Kim Na-young        | Coreia do Sul    | 132.43 | 45.42 (12) | 87.01 (7)  |
| 8                 | Xu Binshu           | China            | 129.81 | 45.86 (11) | 83.95 (9)  |
| 9                 | Linnea Mellgren     | Suécia           | 125.28 | 36.50 (22) | 88.78 (6)  |
| 10                | Alexandra Ievleva   | Rússia           | 123.93 | 44.82 (13) | 79.11 (11) |
| 11                | Tuğba Karademir     | Turquia          | 122.89 | 47.24 (7)  | 75.65 (14) |
| 12                | Kim Chae-Hwa        | Coreia do Sul    | 122.07 | 48.30 (6)  | 73.77 (17) |
| 13                | Constanze Paulinus  | Alemanha         | 121.97 | 38.76 (20) | 83.21 (10) |
| 14                | Liu Yan             | China            | 121.54 | 44.62 (14) | 76.92 (12) |
| 15                | Arina Martinova     | Rússia           | 121.09 | 46.80 (8)  | 74.29 (16) |
| 16                | Nicole Graf         | Suíça            | 116.05 | 43.00 (16) | 73.05 (18) |
| 17                | Teodora Poštič      | Eslovênia        | 115.84 | 40.12 (18) | 75.72 (13) |
| 18                | Ayumi Miyamoto      | Japão            | 115.35 | 46.00 (10) | 69.35 (21) |
| 19                | Viktória Pavuk      | Hungria          | 114.63 | 39.90 (19) | 74.73 (15) |
| 20                | Nella Simaová       | República Tcheca | 113.99 | 43.30 (15) | 70.69 (20) |
| 21                | Sin Na-Hee          | Coreia do Sul    | 107.82 | 35.82 (23) | 72.00 (19) |
| 22                | Amy Nunn            | Estados Unidos   | 99.90  | 36.98 (21) | 62.92 (23) |
| 23                | Wang Yueren         | China            | 99.47  | 35.08 (24) | 64.39 (22) |
| 24                | Denise Koegl        | Áustria          | 98.63  | 40.84 (17) | 57.79 (25) |
| 25                | Ekaterina Proyda    | Ucrânia          | 92.15  | 34.86 (25) | 57.29 (26) |
| 26                | Charissa Tansomboon | Tailândia        | 90.63  | 33.72 (26) | 56.91 (27) |
| 27                | Minna Parviainen    | Finlândia        | 87.12  | 26.08 (27) | 61.04 (24) |
| 28                | Dora Strabic        | Croácia          | 72.61  | 24.42 (28) | 48.19 (28) |

Legenda
| Recorde mundial      | Recorde mundial (World record)               |                       | Recorde africano                      | Recorde africano (African) |                                           | Q | Classificado por posição (Qualified) |
| Recorde olímpico     | Recorde olímpico (Olympic record)            | Recorde da América    | Recorde da América (Americas)         | q                          | Classificado por melhor tempo (Qualified) |   |                                      |
| Melhor marca do ano  | Melhor marca do ano (World leading)          | Recorde asiático      | Recorde asiático (Asian)              | DNS                        | Não largou (Did not start)                |   |                                      |
| Recorde nacional     | Recorde nacional (National record)           | Recorde europeu       | Recorde europeu (European)            | DNF                        | Não terminou (Did not finish)             |   |                                      |
| Recorde pessoal      | Recorde pessoal do atleta (Personal best)    | Recorde da Oceania    | Recorde da Oceania (Oceania)          | DSQ / DQ                   | Desclassificado (Disqualified)            |   |                                      |
| Recorde da temporada | Recorde da temporada do atleta (Season best) | Recorde sul-americano | Recorde sul-americano (South America) | NM                         | Sem marca (No mark)                       |   |                                      |